# Gais 1981
Fotbollsklubben Gais spelade säsongen 1981 i division II södra, där man slutade sist och för första gången degraderades till division III.
I svenska cupen 1981/1982 åkte Gais ut i fjärde omgången.
Engelsmännen Terry Gibson och Philip Ashworth delade titeln som Gais interna skyttekung med fem mål vardera, medan backveteranen Osborn Larsson tilldelades Hedersmakrillen som lagets bästa spelare.

## Inför säsongen
Den kontroversielle norske tränaren Tom Lilledal lämnade Gais sent under 1980, och den nye tränaren Bosse Nilsson blev inte klar förrän i januari 1981. Han hade därför inte mycket tid att påverka truppsammansättning och försäsongsträning. Nilsson kom från Mjällby AIF, som just hade åkt ur Allsvenskan, och förordade en fotboll som liknade den som svenska mästarna Östers IF och svenska landslaget under Lars "Laban" Arnesson spelade. Gais gick återigen, trots det starka fjolåret då man så när nådde Allsvenskan, in i säsongen med en blygsam målsättning: "någonstans i mitten".
Målsättningen var rimlig sett till de spelare Gais hade förlorat: Garry Brooke och Dean Mooney återvände till England, Mikael Johansson provade på allsvenskt spel med Halmstads BK, Mats Jinefors flyttade till Gefle IF, Johan Hornhammar återvände hem till Stockholm, och 36-årige Sten Pålsson varvade ner i Grebbestads IF efter hela 13 säsonger med Gais. Bland nyförvärven märktes lånen Terry Gibson och Patrick Corbett från den engelska samarbetsklubben Tottenham Hotspur.

## Seriespel
I Gais första match för säsongen, mot IS Halmia, var 8 av 13 spelare i truppen debutanter i division II. Gais räddade 1–1 genom Morgan Lagemyr, men det var tydligt att man hade en tunn trupp och stora problem med offensiven. I omgång fem, mot Karlskrona AIF, debuterade de båda engelska lånen Gibson och Corbett. Gibson, som var en snabb och kompromisslös forward, visade sig vara en god injektion i laget, medan Corbett skadade sig direkt. Gais förlorade matchen med 0–2 och låg på nedflyttningsplats, och under våren drabbades även Lars-Inge Andersson och Håkan Lindman av skador. Gais försvar och mittfält höll ändå god klass, men Gibson var alldeles för ensam i anfallet. Den trubbiga offensiven bestod, och först i den åttonde omgången, borta mot Grimsås IF, lyckades Gais vinna sin första match genom ett mål av Gibson, som emellertid också blev utvisad.

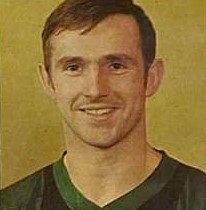
36-årige Sten Pålsson (här på en bild från 1970) hade egentligen varvat ner i division III-laget Grebbestads IF, men övertalades till comeback när Gais krisade.

Grimsåssegern skulle visa sig vara en tillfällighet, och Gais fortsatte ligga under nedflyttningsstrecket. Under sommaren lyckades klubben övertala Sten Pålsson att komma tillbaka från Grebbestad, och han lånades in över resten av säsongen. Pålsson gjorde comeback i omgång 13 mot Mjällby AIF, men Gais kunde ändå inte vinna, och man började desperat jaga fler förstärkningar. Den gamle skyttekungen Kenneth Wessberg, som nu spelade i IK Kongahälla, tackade nej till att göra comeback, men Mikael Johansson, som hade lämnat Gais för allsvenska Halmstad, platsade inte hos hallänningarna och återvände gärna till Gais. I samma veva sändes den skadade Patrick Corbett hem till England, och i hans ställe kom den 28-årige forwarden Philip Ashworth från Scunthorpe United. Nytillskotten var dock för lite, för sent. Gais tog totalt bara tre segrar i serien och slutade sist, och klubben blev för första gången degraderad till division III.

### Efterspel
Efter nedflyttningen spekulerades det i om Gais skulle bli ett nytt Gårda BK, den lilla Göteborgsklubben som utmanade stadens stora föreningar och spelade i Allsvenskan 1935–1943, men som sedan dess fört en tynande tillvaro i lägre divisioner. Gais hade fortfarande usel ekonomi, och hade sedan Åke Lindegarth lämnat föreningen misslyckats med sina värvningar. Det fanns dock tecken på att framtiden skulle kunna komma att ljusna: Satsningen på ungdomsproffs var lyckad, då Gais ungdomar under säsongen vann både Gothia Cup och Juniorklass I utan förlust, och klubbens pojklag vann Järlaträffen för femte gången. Lovande spelare som Niclas Sjöstedt och Mikael Robertsson debuterade 1981 i A-laget, och Gais visade dessutom för första gången på länge vinst. Vid årsmötet i november valdes Sternhard Wilson till ny ordförande efter Reinhold Gamklou, och den nya styrelsen förklarade att Gais från och med nu skulle drivas affärsmässigt, organisationen skulle bli bättre och skulderna skulle under en femårsperiod försvinna. Man fortsatte satsa på ungdomsproffsen, utökade scoutingverksamheten och valde den ännu aktive Kjell Uppling som styrelsens fotbollsansvarige. Vid årsmötet presenterades dessutom den nye tränaren Bo Falk och det första nyförvärvet, den danske målskytten Flemming Pehrson, som kom från Mjällby AIF.

### Tabell
| Nr | Lag                    | S  | V  | O  | F  | GM | IM | MS  | P  |
| -- | ---------------------- | -- | -- | -- | -- | -- | -- | --- | -- |
| 1  | BK Häcken              | 26 | 14 | 9  | 3  | 44 | 28 | +16 | 37 |
| 2  | IS Halmia              | 26 | 11 | 9  | 6  | 44 | 30 | +14 | 31 |
| 3  | Trelleborgs FF (U)     | 26 | 12 | 5  | 9  | 41 | 30 | +11 | 29 |
| 4  | Karlskrona AIF         | 26 | 9  | 11 | 6  | 35 | 28 | +7  | 29 |
| 5  | Mjällby AIF (N)        | 26 | 10 | 8  | 8  | 34 | 31 | +3  | 28 |
| 6  | Landskrona BoIS (N)    | 26 | 10 | 7  | 9  | 30 | 26 | +4  | 27 |
| 7  | Västra Frölunda IF (U) | 26 | 8  | 11 | 7  | 29 | 28 | +1  | 27 |
| 8  | Helsingborgs IF        | 26 | 9  | 9  | 8  | 32 | 33 | −1  | 27 |
| 9  | IK Sleipner            | 26 | 9  | 8  | 9  | 32 | 41 | −9  | 26 |
| 10 | IFK Malmö              | 26 | 8  | 8  | 10 | 39 | 45 | −6  | 24 |
| 11 | Jönköping Södra IF     | 26 | 7  | 9  | 10 | 18 | 37 | −19 | 23 |
| 12 | IFK Hässleholm         | 26 | 6  | 10 | 10 | 30 | 43 | −13 | 22 |
| 13 | Grimsås IF             | 26 | 6  | 6  | 14 | 29 | 42 | −13 | 18 |
| 14 | Gais                   | 26 | 3  | 10 | 13 | 22 | 38 | −16 | 16 |

### Seriematcher
| Lag                | Hemma | Borta |
| ------------------ | ----- | ----- |
| BK Häcken          | 1–2   | 0–1   |
| IS Halmia          | 1–1   | 1–1   |
| Trelleborgs FF     | 2–2   | 0–2   |
| Karlskrona AIF     | 0–0   | 0–2   |
| Mjällby AIF        | 1–3   | 0–3   |
| Landskrona BoIS    | 1–2   | 0–1   |
| Västra Frölunda IF | 2–2   | 0–0   |
| Helsingborgs IF    | 0–0   | 1–3   |
| IK Sleipner        | 1–1   | 1–2   |
| IFK Malmö          | 1–3   | 0–0   |
| Jönköping Södra IF | 0–1   | 3–2   |
| IFK Hässleholm     | 3–1   | 1–1   |
| Grimsås IF         | 1–2   | 1–0   |

### Spelarstatistik
| Spelare             | Matcher | Mål |
| ------------------- | ------- | --- |
| Lallo Fernandez     | 26      | 1   |
| Osborn Larsson      | 26      | 1   |
| Bengt Andersson     | 25      | 1   |
| Christer Sjödin     | 25      | 1   |
| Lars Liljeblad      | 24      | 2   |
| Kjell Uppling (mv)  | 24      |     |
| Morgan Lagemyr      | 21      | 2   |
| Håkan Lindman       | 17      | 1   |
| Christian Pestat    | 16      |     |
| Terry Gibson        | 13      | 5   |
| Mikael Berthagen    | 13      |     |
| Sten Pålsson        | 12      | 1   |
| Philip Ashworth     | 11      | 5   |
| Mikael Andersson    | 11      |     |
| Mikael Johansson    | 10      | 1   |
| Jonas Magnusson     | 10      |     |
| Stefan Schönherr    | 10      |     |
| Lars-Inge Andersson | 9       |     |
| Lars Alm            | 6       |     |
| Niclas Sjöstedt     | 5       |     |
| Mikael Robertsson   | 2       |     |
| Anders Åsberg (mv)  | 2       |     |
| Patrick Corbett     | 1       |     |
| Gert Holgersson     | 1       |     |

## Svenska cupen
Gais gick in i svenska cupens tredje omgång, där man ställdes mot IK Oddevold borta. Inför 2 175 åskådare vann Gais med 2–1 efter mål av Stefan Schönherr och  Terry Gibson. I fjärde omgången mötte man Norrtäljeklubben BK Vargarna borta, och förlorade med 2–3. Gais mål gjordes av Gibson och Bengt Andersson.